# Crudia
Crudia är ett släkte av ärtväxter. Crudia ingår i familjen ärtväxter.

## Bildgalleri

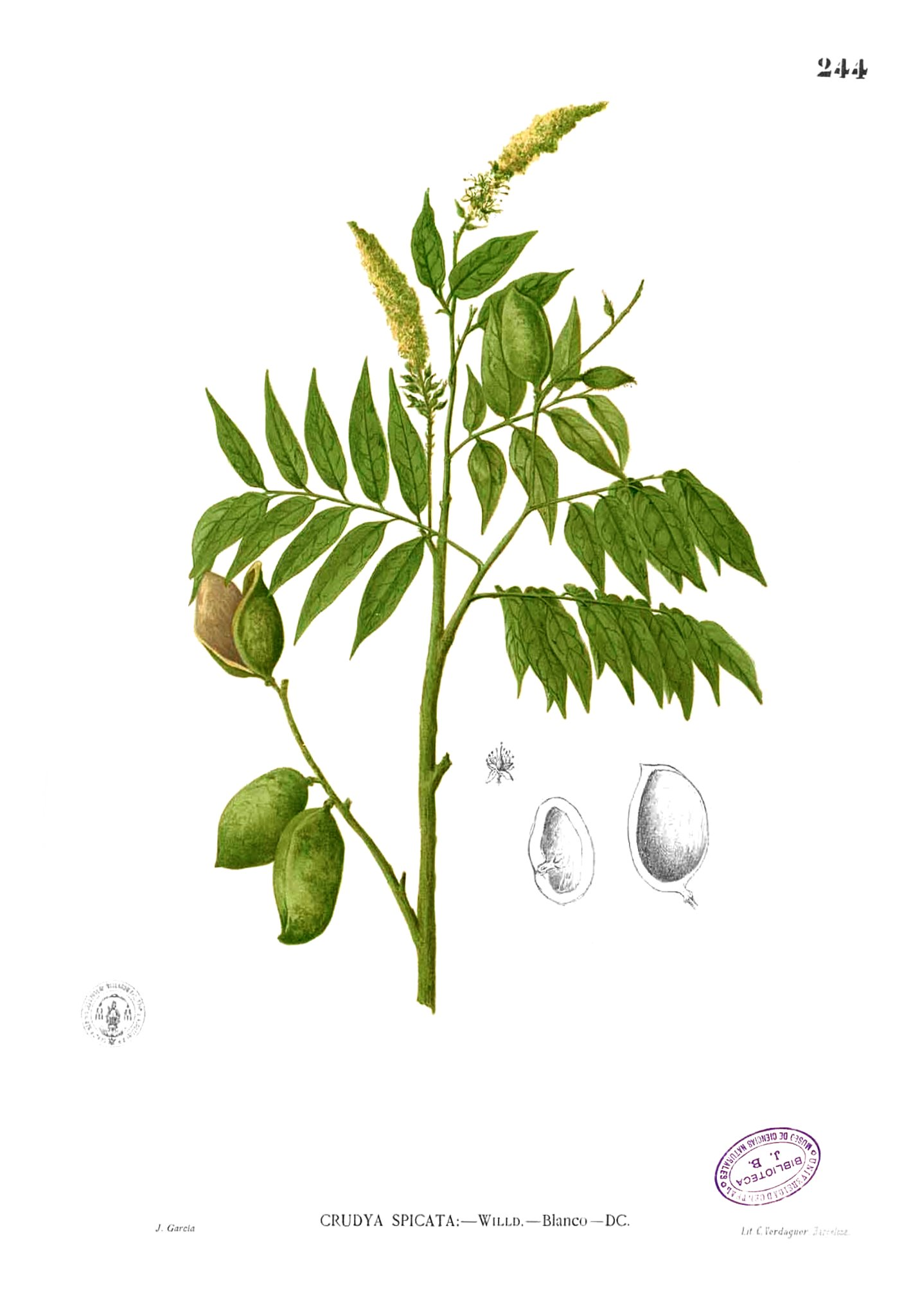

## Dottertaxa tillCrudia, i alfabetisk ordning[1]
- Crudia acuminata
- Crudia acuta
- Crudia aequalis
- Crudia amazonica
- Crudia aromatica
- Crudia balachandrae
- Crudia bantamensis
- Crudia beccarii
- Crudia bibundina
- Crudia blancoi
- Crudia bracteata
- Crudia caudata
- Crudia cauliflora
- Crudia chrysantha
- Crudia curtisii
- Crudia dewitii
- Crudia evansii
- Crudia gabonensis
- Crudia glaberrima
- Crudia gossweileri
- Crudia gracilis
- Crudia harmsiana
- Crudia katikii
- Crudia klainei
- Crudia lacus
- Crudia lanceolata
- Crudia laurentii
- Crudia ledermannii
- Crudia mansonii
- Crudia michelsonii
- Crudia mutabilis
- Crudia oblonga
- Crudia orientalis
- Crudia ornata
- Crudia papuana
- Crudia penduliflora
- Crudia reticulata
- Crudia ripicola
- Crudia scortechinii
- Crudia senegalensis
- Crudia sparei
- Crudia speciosa
- Crudia spicata
- Crudia splendens
- Crudia subsimplicifolia
- Crudia tenuipes
- Crudia teysmannii
- Crudia tomentosa
- Crudia velutina
- Crudia venenosa
- Crudia viridiflora
- Crudia wrayi
- Crudia zenkeri
- Crudia zeylanica